# Alexandros Papamichail
Alexandros Papamichail (auch Alexandros Papamikhail; griechisch Αλεξανδρος Παπαμιχαηλ; * 18. September 1988 in Karditsa) ist ein griechischer Geher.

## Sportliche Laufbahn
Alexandros Papamichail sammelte 2004 erste internationale Wettkampferfahrung im Gehen, nachdem er in Naumburg am Geher-Weltcup über 10 km teilnahm und dabei den 39. Platz belegte. Ein Jahr später gewann er mit Bestzeit von 45:31 min über 10 km die Goldmedaille bei den Griechischen U18-Meisterschaften. 2006 steigerte er sich erneut, bis auf 43:08 min. Im August trat er bei den U20-Weltmeisterschaften in Peking an und belegte dabei im 10.000-Meter-Bahngehen den neunten Platz. 2007 gewann er bei seiner dritten Teilnahme zum ersten Mal bei den U20-Balkanmeisterschaften die Goldmedaille über 10 km. Im Juli trat er in den Niederlanden bei den U20-Europameisterschaften an und belegte mit Bestzeit von 42:04,57 min über 10.000 Meter den fünften Platz. 2008 gewann er die Silbermedaille bei den Griechischen Meisterschaften, wobei er seinen ersten Wettkampf über die 20-km-Distanz bestritt. Im April steigerte er sich in Rumänien auf 1:31:09 h. 2009 wurde er im März zum ersten Mal Griechischer Meister. Ende Juni trat er bei den Mittelmeerspielen in Pescara an und belegte dabei den sechsten Platz. Die gleiche Platzierung konnte er einen Monat später bei den U23-Europameisterschaften in Kaunas mit Bestzeit von 1:25:06 h erreichen.
2011 trat Papamichail in Bergama im Rahmen der Italienischen Meisterschaften über 50 km an und verbesserte sich auf eine Zeit von 1:23:21 h über 20 km. 2012 verbesserte er sich im März binnen einer Woche zunächst auf 1:21:19 h über 20 km und anschließend auch über 50 km. Es handelte sich dabei um seinen ersten Wettkampf auf dieser Distanz. Mit seiner Zeit von 3:55:13 h schaffte er auch auf dieser Distanz die Qualifikation für die Olympischen Sommerspiele in London. Bei ihnen ging er im August an den Start. Zunächst über 20 km, wobei er sich nochmal bis auf 1:21:12 h verbesserte und den 15. Platz belegte. Eine Woche später trat er dann über 50 km an und stellte auch in diesem Wettkampf eine neue Bestleistung auf, die für Platz 22 reichte. Die Zeiten aus beiden Wettkämpfen stellen bis heute seine persönlichen Bestleistungen und die jeweiligen griechischen Nationalrekorde dar. 2013 war er zum ersten Mal für die Weltmeisterschaften qualifiziert und plante auch in Moskau über beide Distanzen an den Start zu gehen. Auf der 20-km-Distanz konnte er, wie schon bei den Olympischen Spielen, den 15. Platz belegen. Auf den nur drei Tage später stattfindenden 50-km-Wettkampf musste er anschließend verzichten. Ein Jahr darauf trat er in Zürich auch zum ersten Mal bei den Europameisterschaften an. Diesmal konnte er den Wettkampf über 20 km nicht beenden. Dafür erreichte er zwei Tage später über 50 km als Zwölfter das Ziel.
2015 nahm Papamichail in Peking zum zweiten Mal an den Weltmeisterschaften teil. Über 20 km erreichte er diesmal auf dem 25. Platz das Ziel. Den 50-km-Wettkampf konnte er anschließend nicht beenden. 2016 trat er, wie auch bereits 2012, erneut in beiden Disziplinen bei den Olympischen Sommerspielen in Rio de Janeiro an. Diesmal konnte er in beiden Entscheidungen das Ziel erreichen. Über 20 km landete er auf dem 20. Platz, über 50 km auf dem 28. Platz. 2017 absolvierte er keinen Wettkampf über 50 km und trat folglich bei den Weltmeisterschaften in London ausschließlich über 20 km an. Mit einer Zeit von 1:23:56 h belegte er den 42. Platz. 2018 trat er zum zweiten Mal bei den Europameisterschaften an und belegte über 20 km in Berlin den 15. Platz. 2019 trat er zum insgesamt vierten Mal bei den Weltmeisterschaften an und belegte im Wettkampf über 50 km, unter extremen Hitze- und Luftfeuchtigkeitsbedingungen, den 17. Platz. 2021 trat er in Tokio, bzw. in Sapporo, bei seinen insgesamt dritten Olympischen Sommerspielen an. Nachdem er bei seinen beiden vorherigen Teilnahmen jeweils über 20 und 50 km an den Start ging, beschränkte er sich diesmal auf die 50 km. Den Wettkampf absolvierte er in 4:12:49 h, womit er den 36. Platz belegte. 2022 trat er in den USA bei den Weltmeisterschaften über die erstmals zu absolvierende 35-km-Distanz an und stellte in 2:34:48 h den Nationalrekord Griechenlands über diese Strecke auf. Damit belegte er im Ziel Platz 29. Einen Monat später trat er über die gleiche Distanz bei den Europameisterschaften in München an, konnte den Wettkampf dort allerdings nicht beenden.
Bei den Leichtathletik-Weltmeisterschaften 2023 in Budapest beendete er den 20 km Wettkampf mit 1:24:26 h und kam damit auf den 38. Platz. Ein paar Tage später ging er auch im Wettkampf über 35 km an den Start, konnte diesen allerdings nicht beenden.
Papamichail gewann im Laufe seiner Leichtathletikkarriere bislang insgesamt 17 nationale Meistertitel, neun Mal in der Freiluft (2009–2010, 2014–2015, 2018–2020, 2022 über 20 km, 2021 über 35 km) und acht Mal in der Halle (2014–2019 und 2021–2022 über 5000 Meter).

## Wichtige Wettbewerbe
| Jahr                     | Veranstaltung             | Ort                      | Platz                    | Disziplin                | Zeit                     |
| Startet für Griechenland | Startet für Griechenland  | Startet für Griechenland | Startet für Griechenland | Startet für Griechenland | Startet für Griechenland |
| ------------------------ | ------------------------- | ------------------------ | ------------------------ | ------------------------ | ------------------------ |
| 2006                     | U20-Weltmeisterschaften   | Peking                   | 9.                       | 10.000 m Bahngehen       | 44:36,15 min             |
| 2007                     | U20-Europameisterschaften | Hengelo                  | 5.                       | 10.000 m Bahngehen       | 42:04,57 min             |
| 2009                     | Mittelmeerspiele          | Pescara                  | 6.                       | 20 km Gehen              | 1:28:04 h                |
| 2009                     | U23-Europameisterschaften | Kaunas                   | 6.                       | 20 km Gehen              | 1:25:06 h                |
| 2012                     | Olympische Sommerspiele   | London                   | 15.                      | 20 km Gehen              | 1:21:12 h                |
| 2012                     | Olympische Sommerspiele   | London                   | 22.                      | 50 km Gehen              | 3:49,56 h                |
| 2013                     | Weltmeisterschaften       | Moskau                   | 15.                      | 20 km Gehen              | 1:23:48 h                |
| 2013                     | Weltmeisterschaften       | Moskau                   |                          | 50 km Gehen              | DNS                      |
| 2014                     | Europameisterschaften     | Zürich                   |                          | 20 km Gehen              | DNF                      |
| 2014                     | Europameisterschaften     | Zürich                   | 12.                      | 50 km Gehen              | 3:49:58 h                |
| 2015                     | Weltmeisterschaften       | Peking                   | 25.                      | 20 km Gehen              | 1:24:11 h                |
| 2015                     | Weltmeisterschaften       | Peking                   |                          | 50 km Gehen              | DNF                      |
| 2016                     | Olympische Sommerspiele   | Rio de Janeiro           | 20.                      | 20 km Gehen              | 1:21:55 h                |
| 2016                     | Olympische Sommerspiele   | Rio de Janeiro           | 28.                      | 50 km Gehen              | 3:59:21 h                |
| 2017                     | Weltmeisterschaften       | London                   | 42.                      | 20 km Gehen              | 1:23:56 h                |
| 2018                     | Europameisterschaften     | Berlin                   | 15.                      | 20 km Gehen              | 1:22:51 h                |
| 2019                     | Weltmeisterschaften       | Doha                     | 17.                      | 50 km Gehen              | 4:22:39 h                |
| 2021                     | Olympische Sommerspiele   | Tokio                    | 36.                      | 50 km Gehen              | 4:12:49 h                |
| 2022                     | Weltmeisterschaften       | Eugene                   | 29.                      | 35 km Gehen              | 2:34:48 h                |
| 2022                     | Europameisterschaften     | München                  |                          | 35 km Gehen              | DNF                      |
| 2023                     | Weltmeisterschaften       | Budapest                 | 38.                      | 20 km Gehen              | 1:24:26 h                |
| 2023                     | Weltmeisterschaften       | Budapest                 |                          | 35 km Gehen              | DNF                      |

## Persönliche Bestleistungen
Freiluft
- 5-km-Gehen: 19:31 min, 10. Juni 2018, Simnas
- 10.000-m-Bahngehen: 42:04,57 min, 21. Juli 2007, Hengelo
- 20-km-Gehen: 1:21:12 h, 4. August 2012, London, (griechischer Rekord)
- 35-km-Gehen: 2:34:48 h, 24. Juli 2022, Eugene, (griechischer Rekord)
- 50-km-Gehen: 3:49:56 h, 11. August 2012, London, (griechischer Rekord)

Halle
- 5000-m-Gehen: 19:08,74 min, 13. Februar 2016, Piräus, (griechischer Rekord)